# Крус-Алта (микрорегион)
Крус-Алта (порт. Microrregião de Cruz Alta) — микрорегион в Бразилии, входит в штат Риу-Гранди-ду-Сул. Составная часть мезорегиона Северо-запад штата Риу-Гранди-ду-Сул. 
Население составляет 	150 223	 человека (на 2010 год). Площадь — 	8 448,866	 км². Плотность населения — 	17,78	 чел./км².

## Демография
Согласно сведениям, собранным в ходе переписи 2010 г. Национальным институтом географии и статистики (IBGE), население микрорегиона составляет:						
| Полное население                             | Полное население                             | Полное население                             | Полное население                             | 150 223 |
| -------------------------------------------- | -------------------------------------------- | -------------------------------------------- | -------------------------------------------- | ------- |
| в том числе:                                 | Городское население                          | 117 737                                      | Процент городского населения, %              | 78,37   |
|                                              | Сельское население                           | 32 486                                       | Процент сельского населения, %               | 21,63   |
|                                              | Мужское население                            | 73 183                                       | Процент мужского населения, %                | 48,72   |
|                                              | Женское население                            | 77 040                                       | Процент женского населения, %                | 51,28   |
| Плотность населения, чел/км²                 | Плотность населения, чел/км²                 | Плотность населения, чел/км²                 | Плотность населения, чел/км²                 | 17,78   |
| Население микрорегиона в % к населению штата | Население микрорегиона в % к населению штата | Население микрорегиона в % к населению штата | Население микрорегиона в % к населению штата | 1,40    |

## Статистика
- Валовой внутренний продукт на 2003 составляет 2 327 059 301,00 реалов (данные: Бразильский институт географии и статистики).
- Валовой внутренний продукт на душу населения на 2003 составляет 14 709,39 реалов (данные: Бразильский институт географии и статистики).
- Индекс развития человеческого потенциала на 2000 составляет 0,770 (данные: Программа развития ООН).

## Состав микрорегиона
В составе микрорегиона включены следующие муниципалитеты:
1. Алту-Алегри
2. Боа-Виста-ду-Кадеаду
3. Боа-Виста-ду-Инкра
4. Кампус-Боржис
5. Крус-Алта
6. Эспумозу
7. Форталеза-дус-Валус
8. Ибируба
9. Жакуизинью
10. Жоя
11. Кинзи-ди-Новембру
12. Салданья-Маринью
13. Салту-ду-Жакуи
14. Санта-Барбара-ду-Сул